# Borovany
Borovany (deutsch Forbes) ist eine Stadt im Okres České Budějovice in Tschechien. Sie liegt am rechten Ufer der Stropnice.

## Gemeindegliederung

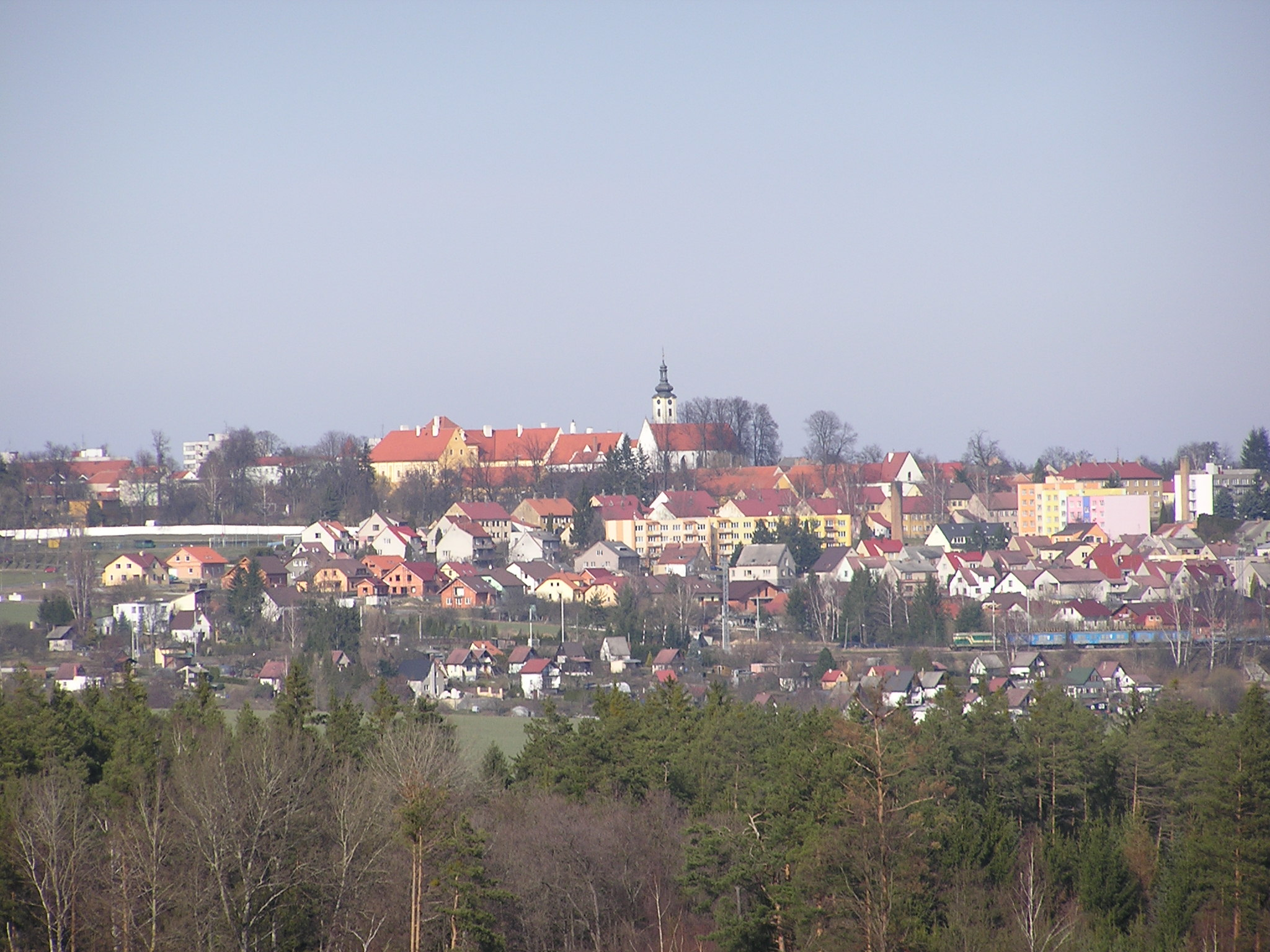
Ortsansicht

Die Stadt Borovany besteht aus den Ortsteilen Borovany (Forbes), Dvorec (Wurzen), Hluboká u Borovan (Hluboka), Radostice (Radostitz), Trocnov (Zalluschi), Třebeč (Triebsch) und Vrcov (Wirzau), die zugleich auch Katastralbezirke bilden. Zu Borovany gehören außerdem die Ansiedlungen Chrastí, Cikánov und Nový Dvůr. Grundsiedlungseinheiten sind Borovany, Chrastí, Dvorec, Hluboká u Borovan, Radostice, Trocnov, Třebeč und Vrcov.

## Nachbargemeinden
| Strážkovice       | Ledenice                                    | Mladošovice               |
| Ostrolovský Újezd | Kompassrose, die auf Nachbargemeinden zeigt | Jílovice u Trhových Svinů |
| Trhové Sviny      | Olešnice u Českých Budějovic                | Petříkov                  |

## Geschichte
Borovany wurde 1186 erstmals urkundlich erwähnt. Damals überließ der böhmische Herzog Friedrich einen Teil seines Granzwaldes dem österreichischen Stift Zwettl. 1291 gehörte es dem Wok von Borovan aus dem witigonischen Familienzweig der Herren von Landstein. 1327 wurde Wilhelm von Landstein Besitzer, dessen Sohn Vítek/Veit die Herrschaft 1359 an die Gebrüder Peter, Jodok, Ulrich und Johann von Rosenberg verkaufte. Sie vereinten Forbes mit ihren Besitzungen in Gratzen. Ende des 14. Jahrhunderts wurde Forbes zweigeteilt. Beide Teile erwarb 1435/37 der aus Linz stammende Budweiser Patrizier Peter von der Linden (Peter von Linda, Petr z Lindy, † 1471/72). Nach dem Tod seines einzigen Sohnes stiftete er 1455 das Augustiner-Chorherrenstift Forbes und ließ die Stiftskirche Mariä Heimsuchung errichten. 1466 war der spätgotische Bau vollendet. Nach Peter von Lindens Tod 1471/72 fielen dessen Gut Hluboka und der Hof Borowan ebenfalls an den Propst des Chorherrenstifts und nach dessen erster Auflösung 1564 an Wilhelm von Rosenberg, der 1578 Forbes zum Städtchen erhob. Um 1600 wurde Forbes der Herrschaft Wittingau eingegliedert. Nach dem Tod Peter Woks von Rosenberg, mit dem das Adelsgeschlecht Rosenberg erlosch, gelangte Forbes zusammen mit der Herrschaft Wittingau 1611 an das Adelsgeschlecht Schwanberg. Deren Besitzungen wurden nach der Schlacht am Weißen Berg konfisziert und fielen an den Landesherrn Ferdinand II., der 1630–1663 das Augustiner-Chorherrenstift erneuerte. Im Zuge der Josephinischen Reformen wurde das Stift Forbes 1785 aufgelöst; das Gut Forbes fiel dem Religionsfonds zu, der es 1787 dem Fürsten Johann Prokop von Schwarzenberg verkaufte. 
Nach der Aufhebung der Patrimonialherrschaften wurde Forbes 1850 eine selbstständige Gemeinde im Gerichtsbezirk Schweinitz bzw. im späteren Bezirk Budweis. 1869 erhielt der Flecken mit dem Bau der Kaiser-Franz-Josefs-Bahn einen Eisenbahnanschluss. Nördlich von Forbes wurde mit dem Abbau der Kieselgurlagerstätte bei Rosenstein begonnen, zu der eine Werksbahn angelegt wurde.
Im Jahre 1973 wurde Borovany zur Stadt erhoben.

## Bevölkerungsentwicklung
| Jahr      | 1869 | 1880 | 1890 | 1900 | 1910 | 1921 | 1930 | 1950 | 1961 | 1970 | 1980 | 1991 | 2001 | 2011 | 2021 |
| --------- | ---- | ---- | ---- | ---- | ---- | ---- | ---- | ---- | ---- | ---- | ---- | ---- | ---- | ---- | ---- |
| Einwohner | 2378 | 2636 | 2536 | 2638 | 2839 | 2924 | 2915 | 2529 | 2740 | 2682 | 3045 | 3312 | 3584 | 3936 | 4040 |

## Sehenswürdigkeiten

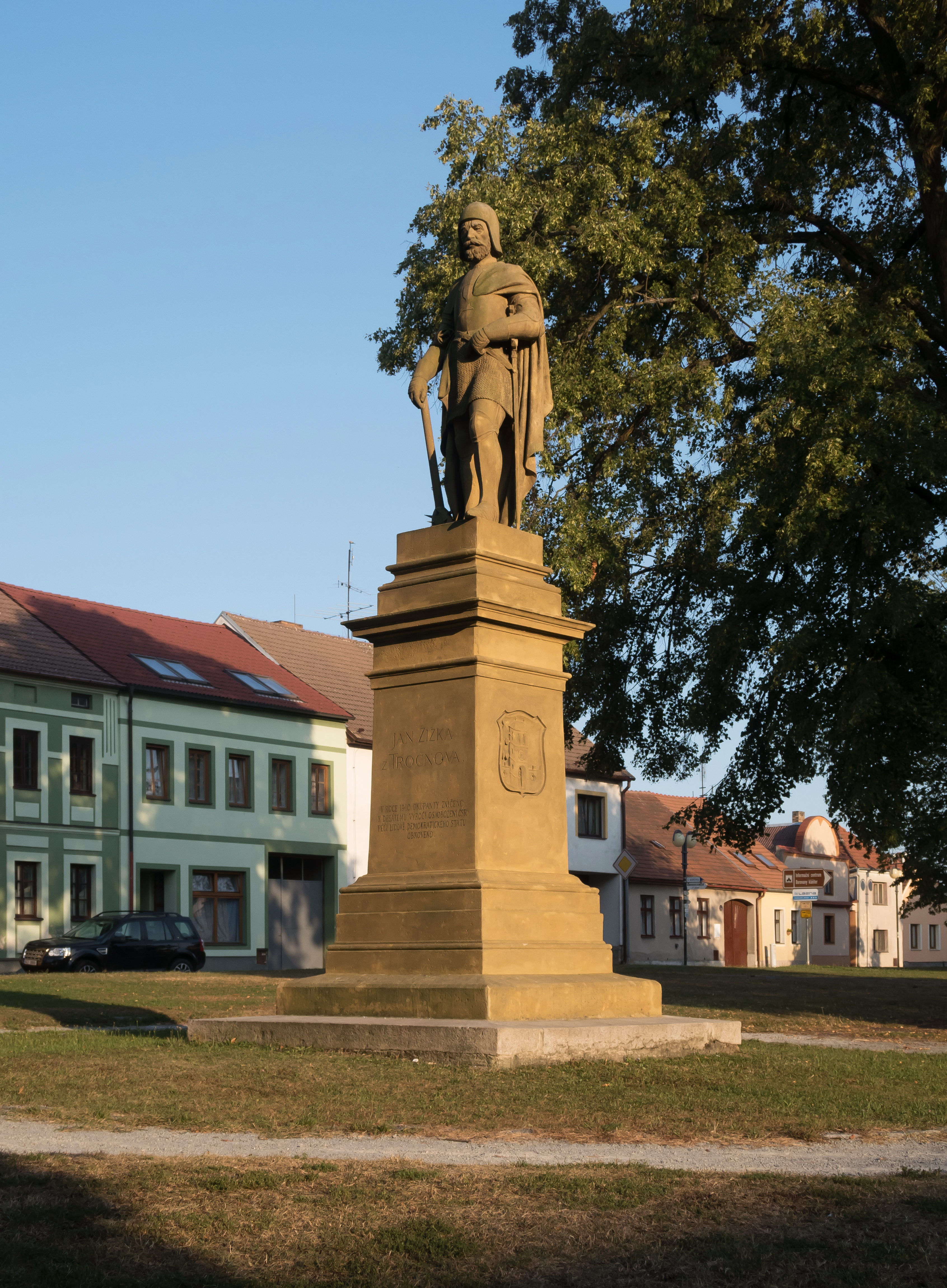
Skulptur: Jana Žižky z Trocnova

- Schloss Borovany (ehemals Prälatur des Augustiner-Chorherrenstifts) im Zentrum der Stadt
- Pfarrkirche Mariä Heimsuchung, vormals Stiftskirche
- Ausstellung „Aus Forbes mit der Bahn hin und zurück“ (zur Geschichte der KFJB) vor dem Kloster
- Rathaus, Barockbau aus der Mitte des 17. Jahrhunderts
- Pranger aus Granit von 1656 im Stadtpark
- Statue des böhmischen Landesheiligen Johannes von Nepomuk von 1730 im Stadtpark
- Žižka-Denkmal von 1893 im Stadtpark
- Steinbrücke, Ende 16. Jahrhundert, über den Fluss Stropnice[9]
- Žižkahof bei Trocnov in der Jan-Žižka-Geburtsstätte, südlich des Dorfes Trocnov, wo sich früher die Gehöfte der Familie Žižka von Trocnov befanden, befindet sich ein Lehrpfad, der die 1908 bei Ausgrabungen vorgefundenen Gebäudereste erläutert. Auf dem Gelände des Geburtsortes Jan Žižkas entstand eine kleine Ausstellung über die Hussitenbewegung und ein zwischen 1958 und 1960 von Josef Malejovský errichtetes Monumentaldenkmal für den Heerführer.

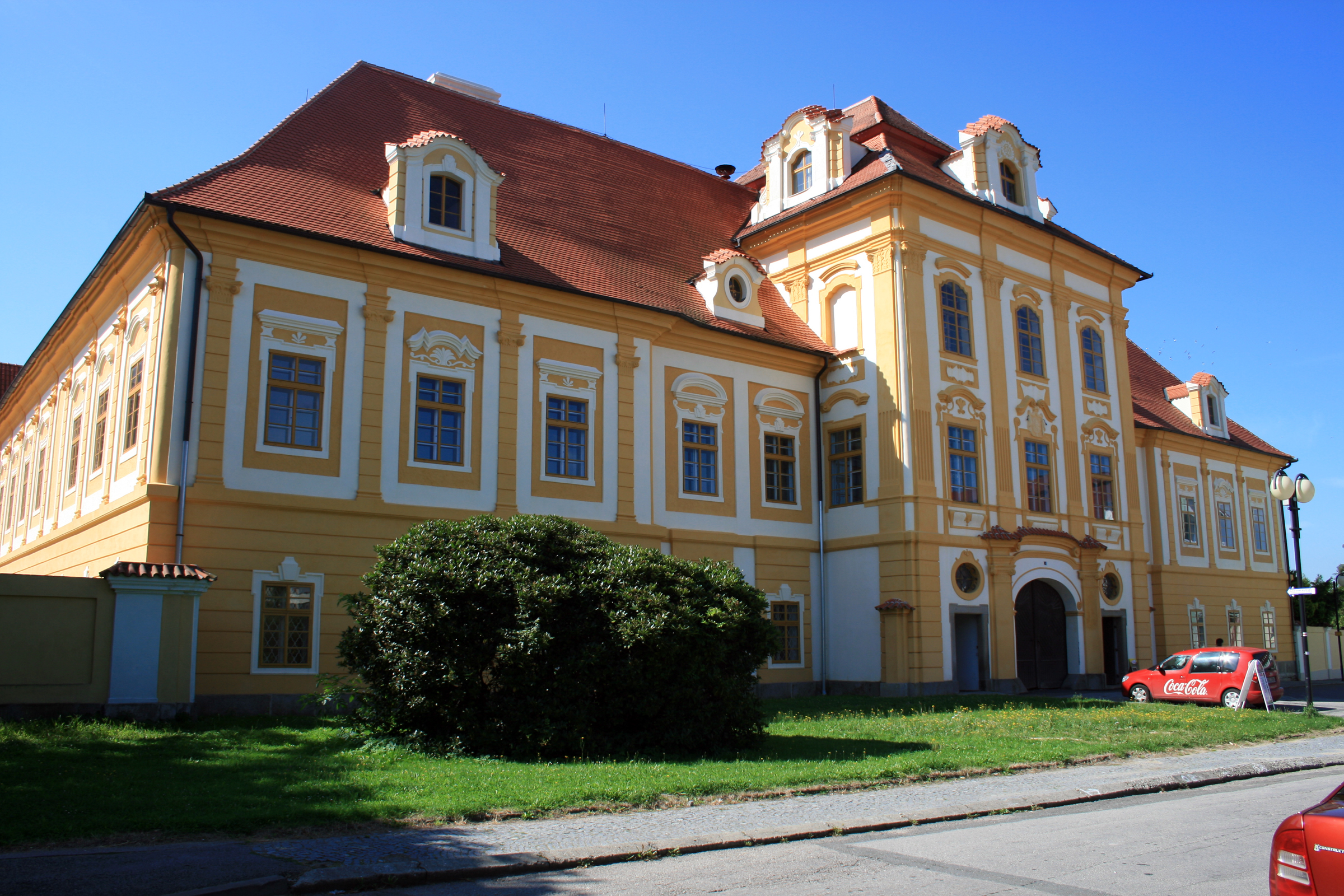
Schloss
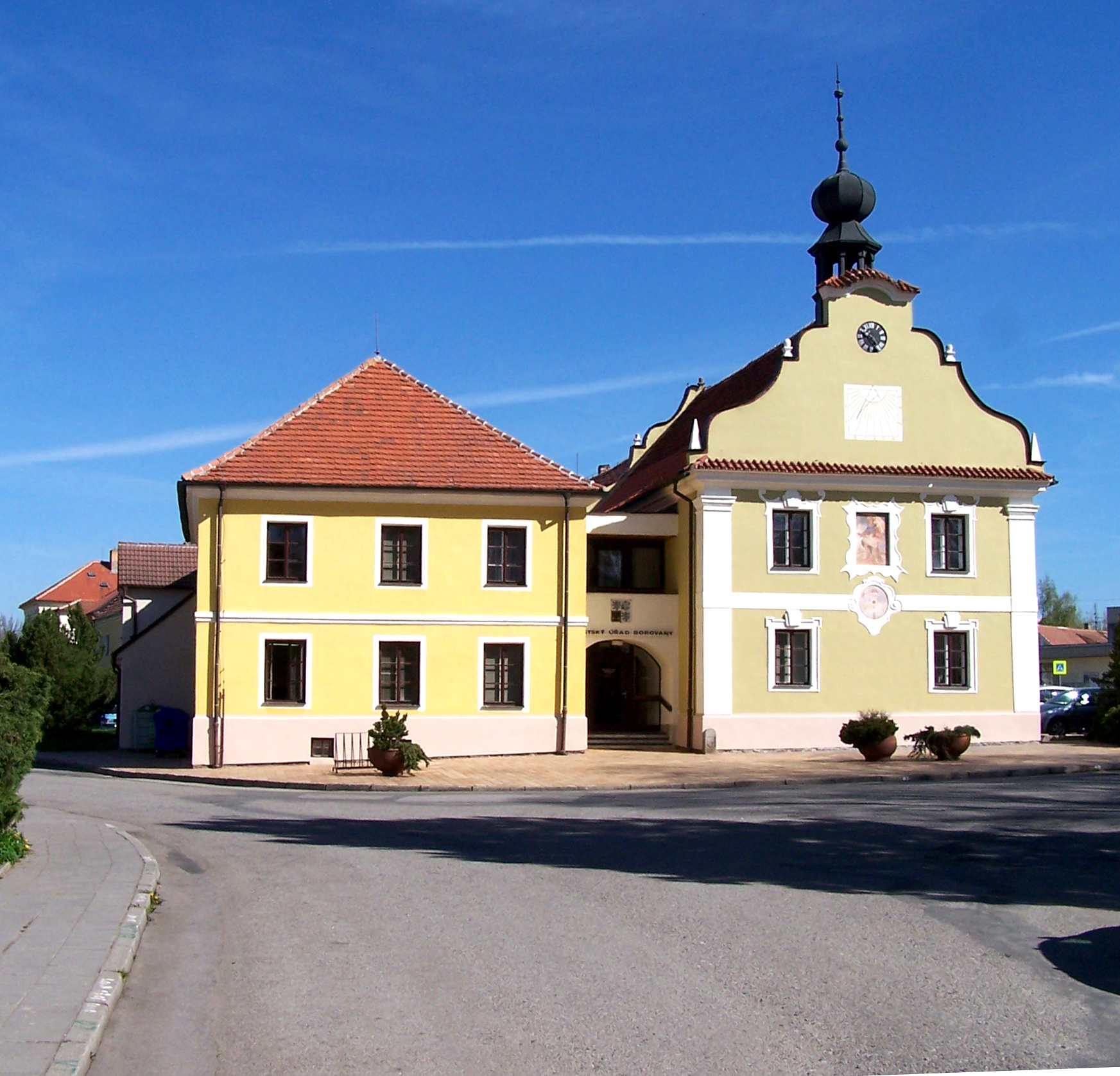
Rathaus
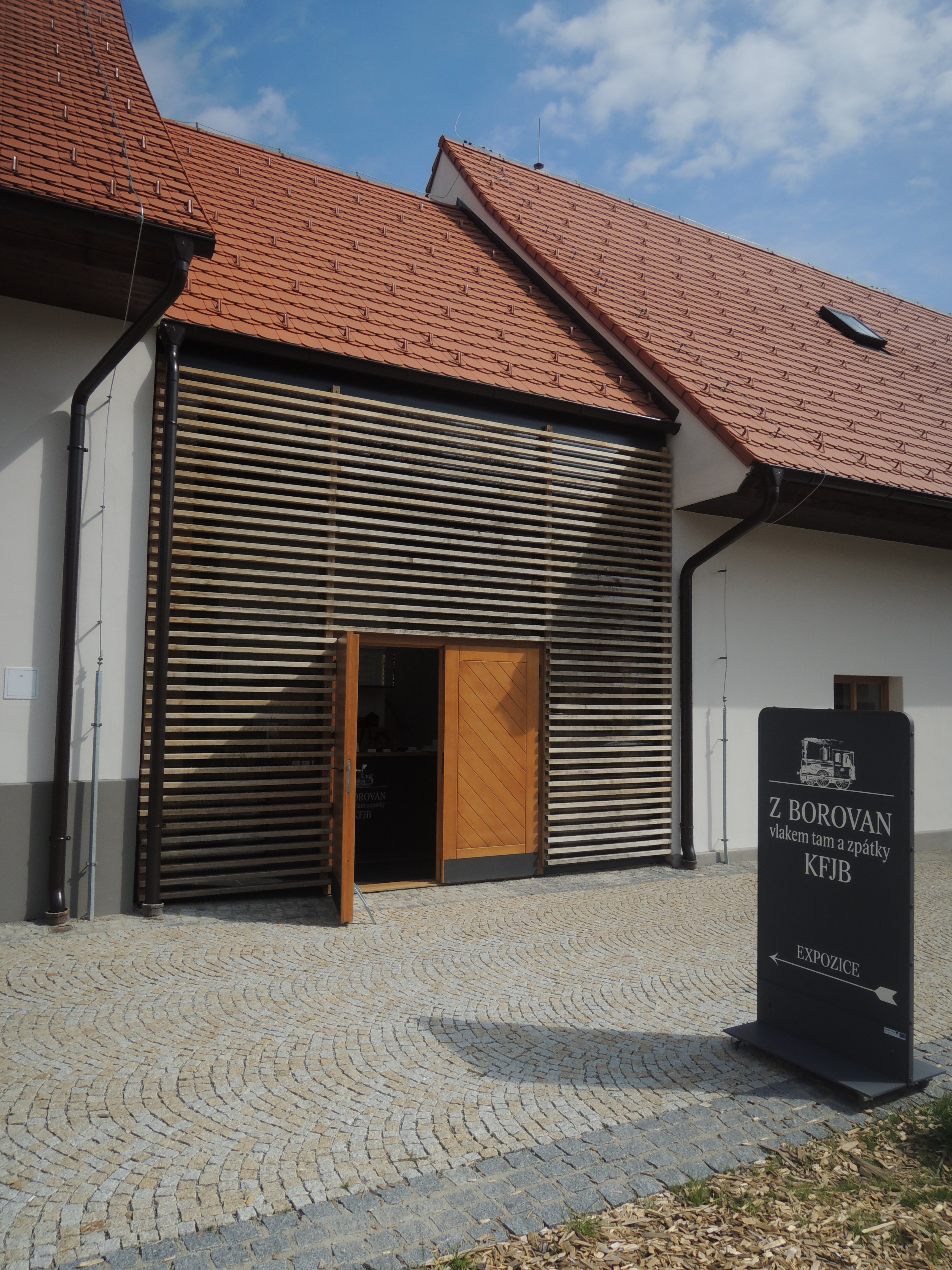
Ausstellung

## Söhne und Töchter der Stadt
- Jan Žižka (um 1360–1424), Hussitenführer, geboren auf dem Žižkahof
- Theodor Wagner (1818–1892), böhmischer Historiker und Archivar
- Václav Havelka (* 1885), tschechisch-amerikanischer Opernsänger
- Stanislava Kautmanová (1902–1982), tschechische Jugendbuchautorin